# Udalgar Ier de Castelnou
Udalgar  de Castelnou est un ecclésiastique catalan du XIIe siècle, évêque d'Elne de 1130 à 1147.
Udalgar est le fils du vicomte Guillaume III de Castelnou et de sa première femme, Estefania. C'est son frère Gausbert qui est l'héritier de la vicomté. Comme la plupart des cadets de la famille de Castelnou, il rejoint l'Église comme chanoine de la cathédrale d'Elne. Il est nommé archidiacre d'Elne avant 1118. Il reçoit également la charge d'abbé de Saint-Paul de Narbonne avant 1127. Enfin, en 1129 ou 1130, il est élu évêque d'Elne.
En 1130 on le retrouve chanoine de Gérone. Le 9 juin 1130 il consacre l'église d'Espira de l'Agly et l'échange à l'abbaye Saint-Michel de Cuxa contre celle de Ria. En 1132 il installe une vie canoniale à Espira de l'Agly, qui deviendra un prieuré. À partir de 1140 il fait réaliser le grand cartulaire de l'église d'Elne, aujourd'hui disparu.
Le 26 novembre 1141 il consacre l'église de Coustouges, puis le 16 juillet 1142 celle de Notre-Dame du Vilar, à Villelongue dels Monts. Enfin on retrouve sa trace en 1145 pour la consécration de l'église de Corneilla la Rivière.
On a la certitude qu'il était évêque en février 1148, date de sa dernière mention dans un acte.